# Рождественская Хава
Рожде́ственская Ха́ва — село в Новоусманском районе Воронежской области. Административный центр Рождественско-Хавского сельского поселения.

## География
Расположено на правом берегу реки Хава в 35 км к востоку от Воронежа. Ближайшие населённые пункты: Плясово-Снежково, Петропавловка и Успенская Хава.
Прямое автобусное сообщение с Воронежем через Новую Усмань.

## Климат
Климат умеренно континентальный. Количество осадков колеблется от 500 до 650 мм. Населённый пункт располагается в лесостепной зоне.

## Население
| 1859 | 1897  | 1959  | 2007  | 2008  | 2010  |
| ---- | ----- | ----- | ----- | ----- | ----- |
| 2787 | ↗4204 | ↗4424 | ↘2357 | ↗2583 | ↗2646 |

## История
Первые поселения на территории села были в бронзовом веке, о чём свидетельствуют археологические раскопки.
Село основано в 1706 году выходцами из села Орлово (в то время — города Орлова). Названо по Рождественской церкви и по местонахождению на реке Хаве. В то же время рядом с селом образовались деревни Барсучья, Герасимовка, Мироновка (правый берег Хавы) и Александровка (левый берег Хавы). Село находилось на тракте из Хопёрской крепости в крепость Усмань, благодаря чему стремительно развивалось. В 1810 году была возведена каменная Покровская церковь, построенная вместо деревянной церкви Рождества Христова открытой в 1710 году. Долгое время село являлось центром Рождественской волости.
В 1859 году казённое село Рождественская Хава находилось на просёлочной дороге на Бобров. В нём насчитывалось 248 дворов и 2787 жителей. В 1868 году Покровскую церковь перестроили и освятили во имя Рождества Христова.
Воронежское земство осенью 1894 года профинансировало открытие новой, современно оснащённой больницы. В 1897 году больница была открыта и была оснащена 10 кроватями и родильным отделением на 4 места. Больница состояла из каменного П-образного здания стационара и деревянного здания родильного отделения. 6 марта 1899 года воронежский губернатор разрешил больнице называться «именем Государя-Императора», таким образом ей был присвоен самый высокий статут для медицинского учреждения.
В конце XIX века в селе проживало 4375 жителей, имелась ярмарка с оборотом до 30 тыс. рублей. В 1900 году в селе проживало уже 4777 человек (преимущественно великороссы) в 691 дворе, имелись церковь, 2 земские и церковно-приходская школа, 2 маслобойни, 5 рушек, 7 кирпичных заводов, 4 столярных и 5 сапожных мастерских, 8 мелочных лавок, 2 трактира, оптовый винный склад и постоялый двор. Надельной земли на 1900 год насчитывалось 8213 десятин.
В 1904 была открыта ремесленная школа на 4 класса. В школе было два отделения: столярно-токарное и слесарно-кузнечное. При школе была открыта библиотека. В 1914 году в ней училось 67 учеников, которых вели 12 преподавателей. Проект зданий школьного комплекса разрабатывал известный воронежский архитектор М. Н. Замятнин. Такой же комплекс был открыт в Богучаре.
На 1 января 1905 года в селе проживало 6309 жителей и располагался 901 двор. В земской школе обучалось 93 мальчика и 21 девочка. В церковно-приходской школе — 20 мальчиков и 17 девочек. В школе грамотности — 34 мальчика и 8 девочек. В том же году в селе было создано кредитное товарищество, в котором на 1910 год состоял 1581 член из 22 близлежащих населённых пунктов. Здание кредитного дома по одной из версий проектировал архитектор С. Л. Мысловский, имевший усадьбу неподалёку.
12 сентября 1919 года в годы Гражданской войны в село в ходе конного рейда зашла основная часть 4 Донского корпуса под командованием генерала Мамонтова, давшая 15 сентября бой кавалерийской бригаде красных в районе села.
В 1925 году село относилось к Рождественско-Хавскому сельсовету Рождественско-Хавской волости Воронежского уезда. В нём насчитывалось 1006 дворов и 5105 жителей.
В 1928 году был создан Рождественско-Хавский район и село стало его центром. В 1932 году в селе насчитывалось 6346 жителей. Активно развивалось до 1960 года, когда Рождественско-Хавский район был включён в состав Новоусманского. За это время был сформирован административный центр села. После утраты статуса село стало деградировать, что особенно было заметно после распада Советского Союза. В 2008 году в селе была проведена газификация.
7 октября 2020 года во время природного пожара в селе сгорело несколько домов.

## Достопримечательности
В селе находится 4 объекта культурного наследия — памятника региональной категории охраны. Все они поставлены на охрану постановлением администрации Воронежской области от 18.04.94 г № 510 «О мерах по сохранению историко-культурного наследия Воронежской области». В этот перечень входят:
- Здание волостного правления (начало XX века)
- Училище ремесленное (5 зданий, 1905 год)
- Кредитный дом (1905 год)
- Школа земская (1912 год)
- Братская могила № 272 (1942 год)

Также на территории Рождественской Хавы находится 5 объектов археологического наследия — памятников региональной категории охраны.
- Поселение 1-е (бронзовый век)
- Поселение 2-е (бронзовый век)
- Поселение 3-е (бронзовый век)
- Два одиночных кургана.

## Инфраструктура
В селе имеется средняя школа, музыкальная школа, библиотека, дом культуры, церковь, банк, фельдшерский пункт, сельсовет, почтовое отделение, лесопилка, несколько продовольственных и хозяйственных магазинов.